# Élections législatives de 1962 dans le Haut-Rhin
Les élections législatives françaises de 1962 se déroulent les 18 et 25 novembre 1962. Dans le département du Haut-Rhin, cinq députés sont à élire dans le cadre de cinq circonscriptions.

## Élus
| Circonscription | Député sortant    | Parti | Parti | Député élu ou réélu | Parti | Parti   |
| --------------- | ----------------- | ----- | ----- | ------------------- | ----- | ------- |
| 1re             | Edmond Borocco    |       | UNR   | Edmond Borocco      |       | UNR-UDT |
| 2e              | Georges Bourgeois |       | UNR   | Georges Bourgeois   |       | UNR-UDT |
| 3e              | Joseph Perrin     |       | UNR   | Joseph Perrin       |       | UNR-UDT |
| 4e              | Émile Muller      |       | SFIO  | Raymond Zimmermann  |       | UNR-UDT |
| 5e              | Henri Ulrich      |       | MRP   | Charles Kroepflé    |       | UNR-UDT |

## Résultats

### Résultats à l'échelle du département
| Parti          | Parti                                          | Premier tour | Premier tour | Second tour | Second tour | Sièges |
| Parti          | Parti                                          | Voix         | %            | Voix        | %           | Sièges |
| -------------- | ---------------------------------------------- | ------------ | ------------ | ----------- | ----------- | ------ |
|                | Union pour la nouvelle République (UDT)        | 131 823      | 57,96        | 30 751      | 60,33       | 5      |
|                | Majorité présidentielle                        | 131 823      | 57,96        | 30 751      | 60,33       | 5      |
|                |                                                |              |              |             |             |        |
|                | Mouvement républicain populaire                | 53 361       | 23,46        | Retrait     | Retrait     | 0      |
|                | Centre démocratique                            | 53 361       | 23,46        |             |             | 0      |
|                |                                                |              |              |             |             |        |
|                | Section française de l'Internationale ouvrière | 24 075       | 10,58        | 20 218      | 39,67       | 0      |
|                | Parti communiste français                      | 15 164       | 6,67         | Retrait     | Retrait     | 0      |
|                | Parti socialiste unifié                        | 3 023        | 1,33         |             |             | 0      |
|                |                                                |              |              |             |             |        |
| Inscrits       | Inscrits                                       | 335 456      | 100,00       | 76 517      | 100,00      | 5      |
| Abstentions    | Abstentions                                    | 99 062       | 29,53        | 23 520      | 30,74       |        |
| Votants        | Votants                                        | 236 394      | 70,47        | 52 997      | 69,26       |        |
| Blancs et nuls | Blancs et nuls                                 | 8 948        | 3,79         | 2 028       | 3,83        |        |
| Exprimés       | Exprimés                                       | 227 446      | 96,21        | 50 969      | 96,17       |        |

### Résultats par circonscription

#### Première circonscription (Colmar)
|                | Edmond Borocco sortant réélu | UNR-UDT        | 30 844 | 65,29  |  |  |  |
|                | Edmond Gerrer                | MRP            | 9 614  | 20,35  |  |  |  |
|                | Jean Ulmer                   | SFIO           | 4 182  | 8,85   |  |  |  |
|                | Charles Metzger              | PCF            | 2 604  | 5,51   |  |  |  |
|                |                              |                |        |        |  |  |  |
| Inscrits       | Inscrits                     | Inscrits       | 68 645 | 100,00 |  |  |  |
| Abstentions    | Abstentions                  | Abstentions    | 19 199 | 27,97  |  |  |  |
| Votants        | Votants                      | Votants        | 49 446 | 72,03  |  |  |  |
| Blancs et nuls | Blancs et nuls               | Blancs et nuls | 2 202  | 4,45   |  |  |  |
| Exprimés       | Exprimés                     | Exprimés       | 47 244 | 95,55  |  |  |  |

#### Deuxième circonscription (Guebwiller)
|                | Georges Bourgeois sortant réélu | UNR-UDT        | 25 727 | 65,08  |  |  |  |
|                | François Throo                  | MRP            | 8 526  | 21,57  |  |  |  |
|                | Albert Lantz                    | PCF            | 2 760  | 6,98   |  |  |  |
|                | Georges Scheurer                | SFIO           | 2 517  | 6,37   |  |  |  |
|                |                                 |                |        |        |  |  |  |
| Inscrits       | Inscrits                        | Inscrits       | 59 243 | 100,00 |  |  |  |
| Abstentions    | Abstentions                     | Abstentions    | 18 173 | 30,68  |  |  |  |
| Votants        | Votants                         | Votants        | 41 070 | 69,32  |  |  |  |
| Blancs et nuls | Blancs et nuls                  | Blancs et nuls | 1 540  | 3,75   |  |  |  |
| Exprimés       | Exprimés                        | Exprimés       | 39 530 | 96,25  |  |  |  |

#### Troisième circonscription (Thann - Altkirch)
|                | Joseph Perrin sortant réélu | UNR-UDT        | 33 898 | 66,81  |  |  |  |
|                | Pierre Schielé              | MRP            | 11 509 | 22,68  |  |  |  |
|                | Fernand Bourger             | PSU            | 3 023  | 5,96   |  |  |  |
|                | Aloïse Libold               | PCF            | 2 311  | 4,55   |  |  |  |
|                |                             |                |        |        |  |  |  |
| Inscrits       | Inscrits                    | Inscrits       | 69 974 | 100,00 |  |  |  |
| Abstentions    | Abstentions                 | Abstentions    | 17 484 | 24,99  |  |  |  |
| Votants        | Votants                     | Votants        | 52 490 | 75,01  |  |  |  |
| Blancs et nuls | Blancs et nuls              | Blancs et nuls | 1 749  | 3,33   |  |  |  |
| Exprimés       | Exprimés                    | Exprimés       | 50 741 | 96,67  |  |  |  |

#### Quatrième circonscription (Mulhouse)
| Candidat       | Candidat               | Parti          | Premier tour | Premier tour | Second tour | Second tour |  |
| Candidat       | Candidat               | Parti          | Voix         | %            | Voix        | %           |  |
| -------------- | ---------------------- | -------------- | ------------ | ------------ | ----------- | ----------- |  |
|                | Raymond Zimmermann élu | UNR-UDT        | 20 330       | 40,92        | 30 751      | 60,33       |  |
|                | Émile Muller sortant   | SFIO           | 14 837       | 29,86        | 20 218      | 39,67       |  |
|                | Charles Stoessel       | MRP            | 10 578       | 21,29        | Retrait     | Retrait     |  |
|                | Jean-Paul Steiblé      | PCF            | 3 942        | 7,93         | Retrait     | Retrait     |  |
|                |                        |                |              |              |             |             |  |
| Inscrits       | Inscrits               | Inscrits       | 76 517       | 100,00       | 76 517      | 100,00      |  |
| Abstentions    | Abstentions            | Abstentions    | 25 015       | 32,69        | 23 520      | 30,74       |  |
| Votants        | Votants                | Votants        | 51 502       | 67,31        | 52 997      | 69,26       |  |
| Blancs et nuls | Blancs et nuls         | Blancs et nuls | 1 815        | 3,52         | 2 028       | 3,83        |  |
| Exprimés       | Exprimés               | Exprimés       | 49 687       | 96,48        | 50 969      | 96,17       |  |

#### Cinquième circonscription (Wittenheim)
|                | Charles Kroepflé élu | UNR-UDT        | 21 024 | 52,24  |  |  |  |
|                | Henri Ulrich sortant | MRP            | 13 134 | 32,64  |  |  |  |
|                | Eugène Haffner       | PCF            | 3 547  | 8,81   |  |  |  |
|                | Pierre Martin        | SFIO           | 2 539  | 6,31   |  |  |  |
|                |                      |                |        |        |  |  |  |
| Inscrits       | Inscrits             | Inscrits       | 61 077 | 100,00 |  |  |  |
| Abstentions    | Abstentions          | Abstentions    | 19 191 | 31,42  |  |  |  |
| Votants        | Votants              | Votants        | 41 886 | 68,58  |  |  |  |
| Blancs et nuls | Blancs et nuls       | Blancs et nuls | 1 642  | 3,92   |  |  |  |
| Exprimés       | Exprimés             | Exprimés       | 40 244 | 96,08  |  |  |  |